# Деметріос Бернардакіс
Деметріос Бернардакіс (грец. Δημήτριος Βερναρδάκης ; 3 грудня 1833 — 25 січня 1907) — грецький письменник, драматург, перекладач, історик, філолог, викладач.

## Біографія
Народився в Агія-Марина на острові Лесбос. Його тато, Ніколаос Бернардакіс, був родом із Криту, мати, Меліссінія, — з роду Транталисів. Його брати також стали ученими: Афанасіос Бернардакіс — економістом, спеціалістом по економічній історії Греції, Григоріос — філологом. Початкову освіту отримав під керуванням відомого діяча Григоріоса Геннадіоса, з 1849 року вивчав грецьку літературу в Афінському університеті, потім отримав стипендію від патріарха Александрійського Каллиника родом з Худоби для навчання в Європі, де вивчав філософію у Берліні та Мюнхені, отримавши у 1856 році в Мюнхенському університеті ступінь доктора філософії.
Вперше став відомим завдяки своїм перекладам з давньогрецької на новогрецьку трагедій Евріпіда («Фінікійські жінки», «Гекуба», «Іпполіт» і «Медея»), однак пізніше уславився головним чином як автор власних драм у віршах, за допомогою яких хотів створити у Греції національний театр, заснований на шекспірівських принципах, але при цьому і на грецький історії, міфології й філософії. Перша драма його авторства, «Εικασία», була надрукована у 1850 році для конкурсу «Ράλλειο Διαγωνισμό Ποίησης». Його п'єси користувалися популярністю під час життя Бернардакіса, але потім були швидко забуті, в основному через їхню архаїчну мову.
У 1861 році Бернардакіс отримав місце экстраординарного професора історії і літератури в Афінському університеті, а в 1865 році був підвищений до ординарного професора. Його університетська кар'єра завершилася 27 серпня 1869 року через тривалі студентські протести, організацію яких він приписував своїм супротивникам серед колег, а також владі. У 1882 році йому ненадовго знову вдалося зайняти кафедру в університеті, але він вийшов у відставку по завершенні семестру і став куратором Національної бібліотеки, а потім повернувся у рідні краї. Однак, він зберіг статус професора, а міністр освіти Атанасіос Евтаксіас навіть пропонував його кандидатуру у створювану тоді Академію наук, але вона не була схвалена іншими її членами.
Його брат Афанасіос (член-кореспондент академії Станісласа у Нансі) двічі, у 1904 і 1905 роках, висував свого брата на отримання Нобелівської премії по літературі.
Помер у 1907 році в Мітилені.
Серед драм авторства Бернардакіса зустрічаються написані як у грайливій (баталійна «Peridromos» і сатирична «Graomyomachia» (1856)), так і в серйозній («Eikasia» (1858)) розповідній манері. Більш пізні п'єси, такі як «Maria Doxapatri» («Μαρία Δοξαπατρή»; 1858), «Merope» («Μερόπη»; 1866) і «Kyra Frosyne» (1882), написані у яскраво висловленій патріотичній манері. Його перу належать також роботи по лінгвістиці й історії. Бернардакіс сприяв створенню орфографії новогрецької мови й виступав проти надмірної її архаїзації.